# スブド
スブド(SUBUD)とは独特の思想を持った団体で、宗教的な主張をしているので宗教団体扱いされることもある。

## 概要
すべての宗教の信者を国際的に包括するとうたっている団体で、メンバーは自発的な行動をとる非組織型の集団。神を信仰し、ムハンマド・スブーによって1920年代に設立。スブーの名前がスブドの由来とされたが、実はそれは間違いであると言われる。グルジェフ財団と関係し、世界中に1300万人以上のメンバーがいるといわれる。ただし、80か国以上に広がるメンバーは自覚がなく参加している者が大半で、スブドの名のもとに活動しているのは100分の1との説がある。
スブドの名前は、サンスクリット派生のスシラ、ブディ、ダルマの略語でからくるといわれ、7つの円を描くシンボルマークがある。ラティハン・クジワアンという神と人間の結びつきを回復する接触方法がある。そのための神による訓練が続けられる。